# Angelica Domröse
Angelica Domröse, née à Berlin le 4 avril 1941 , est une actrice est-allemande puis allemande, connue pour son rôle de Paula dans le film de Heiner Carow, La Légende de Paul et Paula.

## Filmographie partielle
au cinéma
- 1959 : Les Troubles de l'amour (de) (Verwirrung der Liebe) de Slátan Dudow
- 1963 : An französischen Kaminen de Kurt Maetzig
- 1965 : Les Aventures de Werner Holt (Die Abenteuer des Werner Holt) de Joachim Kunert (de)
- 1965 : Chronique d'un meurtre (de) (Chronik eines Mordes) de Joachim Hasler (de)
- 1965 : Mise en liberté provisoire (de) (Entlassen auf Bewährung) de Richard Groschopp (de)
- 1967 : Ein Lord am Alexanderplatz (de) de Günter Reisch
- 1967 : Moi, la justice (en) (Já, spravedlnost) de Zbyněk Brynych
- 1973 : La Légende de Paul et Paula (Die Legende von Paul und Paula) de Heiner Carow
- 1979 : Jusqu'à ce que la mort vous sépare (Bis daß der Tod euch scheidet) de Heiner Carow

À la télévision
- Polizeiruf 110 (série télévisée)
  - 1994 : épisode Samstags, wenn Krieg ist de Roland Suso Richter
  - 1996 : épisode Kleine Dealer, grosse Träume de Urs Odermatt
  - 1998 : épisode Hetzjagd de Ute Wieland

## Prix, récompenses et honneurs

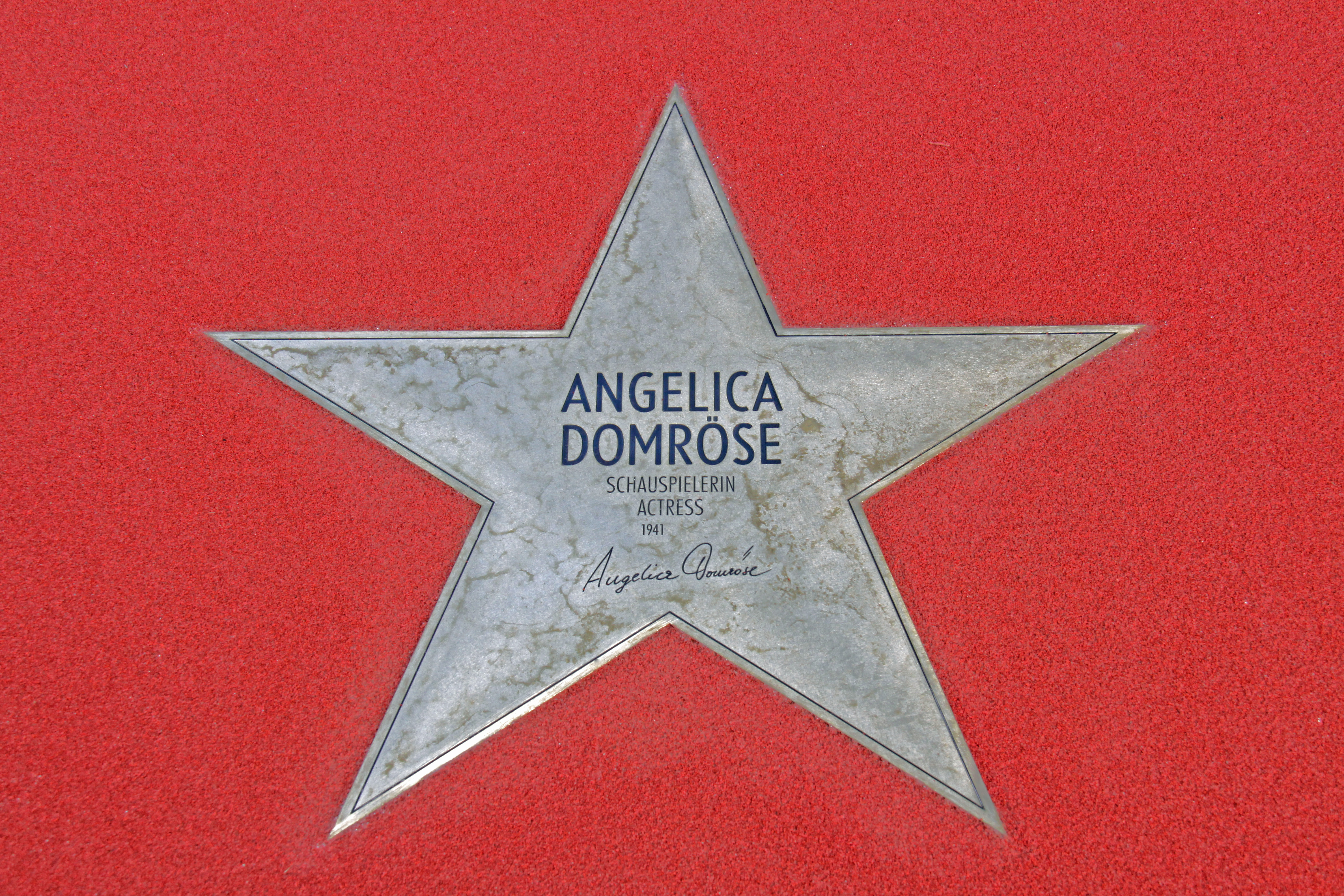
Boulevard der Stars

- 1976 : Prix national de la République démocratique allemande

### Honneurs
Angelica Domröse a son étoile sur le Boulevard des stars à Berlin.